# Isopterygium baurii
Isopterygium baurii är en bladmossart som beskrevs av Brotherus 1912. Isopterygium baurii ingår i släktet Isopterygium och familjen Hypnaceae. Inga underarter finns listade i Catalogue of Life.